# Prospecter af danske Herregaarde
Prospecter af danske Herregaarde, udgivet 1844-70, var det første store værk om de danske herregårde. I alt 240 herregårde blev tegnet af Ferdinand Richardt og udførligt beskrevet af Tyge Alexander Becker og Carl Emil Secher.

## Udgivelse
Værket var planlagt til at udkomme med 4 hæfter om året, hver med billede og beskrivelse af tre herregårde. Fire hæfter regnes som et bind. I årene 1844-56 udkom der kun 8 bind, mens årene 1857-68 holdt planen og frembragte 12 bind. Et registerbind afsluttede værket i 1870. Hele værket udkom hos landets mest betydende forlag, C.A. Reitzel.
De 240 herregårde svarer til omkring halvdelen af herregårdene i det egentlige kongerige. Fra Slesvig var kun en enkelt herregård med, og fra Holsten slet ingen. Ved udvælgelsen er der tilsyneladende lagt vægt på en jævn repræsentation af alle landsdele i kongeriget, men ellers er det uklart, hvilke kriterier, der har været anvendt.

## Tegninger
På dette tidspunkt var fotografiet ikke anvendeligt til et sådant værk. I stedet rejste landskabsmaler Ferd. Richardt rundt i Danmark og Sverige og tegnede et stort antal tegninger til dette og lignende værker. Sædvanligvis boede han under rejserne på nogle af de herregårde, han tegnede.
Richardt var omhyggelig med bygningernes detaljer og med at finde den vinkel, hvorfra de præsenterede sig bedst. Bygningerne kan dog nogen gange synes lidt for små på hans tegninger. Han har ofte sørget for liv på billederne ved at indtegne mennesker og dyr.
Tegningerne blev reproduceret med den relativt nye teknik litografi. Dette var den gang en kreativ proces, som ikke resulterede i en eksakt gengivelse af originalen. Kunstnere som Em. Bærentzen, Nordahl Grove, Adolph Kittendorff, I.W. Tegner, Alexander Nay og Edvard Westerberg medvirkede ved litograferingen, som foregik først på Em. Bærentzens, dernæst I.W. Tegner & Kittendorffs litografiske institutter, de to førende i landet. Resultatet var gennemgående godt, men perioden 1847-54 dog præget af en noget ringere kvalitet.
De fleste af originaltegningerne er bevarede og befinder sig nu på Nationalmuseet sammen med mange tegninger, som ikke kom med i værket. I nogle tilfælde har Richardt også malet oliemalerier med sine tegninger som forlæg.

## Beskrivelser
Becker og Secher var begge historikere, som arbejdede i Gehejmearkivet. Becker skrev de første 8 bind i tiden 1844-56, mens Secher skrev de resterende 12 og registerbindet.
Begge forfattere formåede at fremskaffe en stor mængde oplysninger om herregårdene, især om ejerne gennem tiden. Derimod mangler der stort set altid oplysninger om bygningernes arkitekter.

## Senere betydning
Da mange af de afbildede herregårde er blevet ombygget eller endda nedrevet siden udgivelsen, er billederne i dag en meget vigtig historisk kilde.
Becker og Sechers mange oplysninger i beskrivelserne er blevet indarbejdet i senere værker om herregårdene. Selv om teksten stadig er af værdi som samtidskilde, giver de nye værker en mere jævn og dækkende beskrivelse.
I 1976 udkom Prospekter af danske herregårde, som genoptrykte litografierne fra originaludgaven med en ny tekst af Flemming Jerk og Barbara Marcus-Møller, samt forord af Palle Lauring. I 2003 blev en del af originaltegningerne trykt i Danske Herregårde og Amerika.